# スタッド (バンド)
スタッド（Stud）は、1970年代初頭に活動した英国のロック・バンドであり、テイストの2人のメンバー、ベーシストのチャーリー・マクラケン（別名・リチャード・マクラケン、1948年6月26日、北アイルランド・ティロン県オマー生まれ）と、ドラマーのジョン・ウィルソン（1947年11月6日、北アイルランド・ベルファスト生まれ）をフィーチャーしていた。さらにファミリーに在籍した2人のメンバー、ファミリーの元ベース奏者であるジョン・ウェイダーと、スタッド解散後にファミリーにベース奏者として加わることとなるジム・クリーガンが、ギタリストとして参加している。
とても商業的に成功したバンドとはいえなかったが、ドイツで最大の成功を収めた。

## メンバー
- ジム・クリーガン (Jim Cregan) - リード・ギター、アコースティックギター、リード・ボーカル
- リチャード・マクラケン (Richard McCracken) - ベース、アコースティックギター
- ジョン・ウィルソン (John Wilson) - ドラム、パーカッション
- ジョン・ウェイダー (John Weider) - リズム・ギター、ヴァイオリン、ピアノ、ボーカル ※2ndアルバムから参加

## ディスコグラフィ

### スタジオ・アルバム
- 『スタッド』 - Stud (1971年、デラム)[1]
- 『セプテンバー』 - September (1972年、BASF)[2]

### ライブ・アルバム
- 『グッバイ -コマンド・スタジオに於ける実況録音盤-』 - Goodbye (Live At Command) (1972年、BASF)[3]

### コンピレーション・アルバム
- The SWF Session 1972 (2009年、Long Hair) ※1972年のセッション音源